# スリーペンス (オーストラリア)
スリーペンス（英語: Threepence、3d）は、オーストラリア国内で流通する通貨。1オーストラリア・ポンドの80分の1の価値を持つ。1910年から1964年まで鋳造されており、現在はすべて失効している。
対オーストラリアセントは2½¢＝3豪ペンスとされた。

## 参考
- Bruce, Colin R.; Thomas Michael (2005年). 2006 Standard Catalog of World Coins (1901-present). KP Books. p. 68. ISBN 0-87349-987-5
- Cruzis Coins : Australian silver threepence （英語）